# جایگزین‌ها (فیلم)
جایگزین‌ها (به انگلیسی: Replacements) یک فیلم سینمایی آمریکایی در ژانر کمدی ورزشی محصول سال ۲۰۰۰ میلادی به کارگردانی هاوارد دویچ است. بازیگران اصلی این فیلم کیانو ریوز ، جین هکمن ، بروک لنگتون ، جان فاورو و جک واردن هستند.

## داستان
در طی یک مسابقه فوتبال حرفه‌ای، «ادی مارتن» (ادی مارتل) که ستاره تیم است اعتصاب می‌کند و مربی تیم «شین فالکو» (کیانو ریوز) را به جای بازیکن حرفه‌ای به زمین می‌فرستد...  